# Cratere Isolde
Isolde  è un cratere sulla superficie di Venere.